# Nádas Tamás (műrepülő)

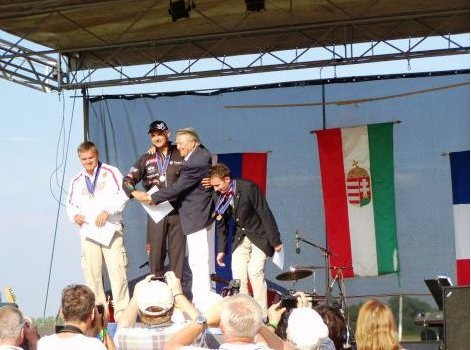
10. Advanced Motoros Műrepülő Világbajnokság Free program díjátadása. Aranyérem Nádas Tamás

Nádas Tamás (Budapest, 1969. március 20. – Katar, 2014. március 7.) magyar motoros műrepülő világbajnok.

## Pályafutása
Gyermekkorát Ócsán töltötte, édesanyja gimnáziumi tanár volt.
1998-ban, 29 évesen egy sétarepülés alkalmával került kapcsolatba a repüléssel. Annyira megfogta az élmény, hogy még aznap megkezdte kiképzését. Néhány hónap után meg is szerezte szakszolgálati engedélyét.
Mindezzel nem elégedett meg, átült egy Z–142-es típusba, és a műrepülés elsajátításával folytatta repülős pályafutását. Teljes műrepülő kiképzése 2001-ben fejeződött be, ekkor már Jak–18, Jak–52, valamint Z–726-os típusokon repült. Ezután már együléses gépeken műrepült (Jak–55M; ACRO–230; CAP–231; Z–50LS), és számos hazai rendezvényen örvendeztette meg a közönséget.
Repülős pályafutásának nagyobb mérföldköve a 2007-es év. Ekkor érkezett meg a tökéletes műrepülésre kifejlesztett Extra 300 LP típusú repülőgépe, mellyel már méltó ellenfélként vehetett részt a különböző versenyeken. A sok-sok év gyakorlás és tanulás a 2009-es esztendőben hozta meg gyümölcsét.
Nem sokkal 45. születésnapja előtt, 2014. március 7-én egy katari légibemutatón, egy műrepülő bemutató alkalmával veszítette életét, amikor egy háton végrehajtott alacsony áthúzás közben a gépe lezuhant. Feltételezések szerint repülőgépe madárral ütközött.

## Eredményei

### 2009
- Magyar Bajnokság: aranyérem
- Európa-bajnokság Q program: aranyérem
- Csehország nemzetközi kupa: ezüstérem
- Spanyolország Mediterrán kupa: bronzérem

### 2010
- Magyar Bajnokság: aranyérem
- Világbajnokság: összetett 8. helyezés

### 2011
- Magyar Bajnokság: aranyérem
- Dél-afrikai Köztársaság idénynyitó kvalifikációs műrepülő versenye: aranyérem
- Magyar Repülő Szövetség: Év Műrepülő Pilótája

### 2012
- Magyar Bajnokság: aranyérem
- 10. Advanced Motoros Műrepülő Világbajnokság Free program: világbajnok

### 2013
- Magyar Repülő Szövetség: Év Műrepülő Pilótája